# Funzione calcolabile
Le funzioni calcolabili sono il principale oggetto di studio della teoria della calcolabilità. Le funzioni calcolabili sono l'analogo formale della nozione intuitiva di algoritmo, nel senso che una funzione è calcolabile se esiste un algoritmo che può svolgere il compito della funzione stessa, cioè se dato un input del dominio della funzione, questa è in grado di restituire il corrispondente output. 
Secondo la (non ancora dimostrata) tesi di Church-Turing, le funzioni calcolabili corrispondono alle funzioni ricorsive, e quindi a tutti i modelli di calcolo equivalenti.

## Proprietà
Una funzione calcolabile è in generale una funzione parziale
{\displaystyle f:\mathbb {N} \to \mathbb {N} }
Secondo la (non ancora dimostrata) tesi di Church-Turing, la classe delle funzioni calcolabili è equivalente alla classe delle funzioni definite da 
- le funzioni ricorsive
- il lambda calcolo di Church
- gli algoritmi normali di Markov

Alternativamente esse possono essere definite come gli algoritmi calcolabili da
- le macchine di Turing
- i sistemi combinatori di Post
- le macchine a registri elementari